# Стела Мванги
Стела Мванги (норв. Stella Nyambura Mwangi; рођена 1. септембра 1986) је норвешко-кенијска певачица и репер. Стела пише пуно песама о ситуацији у својој земљи Кенији, као и о дискриминацији ње и њене породице коју су морали да прођу након доласка у Норвешку 1991.
Њена музика се користи у филмовима као што су American Pie и Save the Last Dance, такође и у ТВ-серијама CSI: New York и Scrubs.
Добитница је неколико награда, а једна је од најпопуларнијих певача у Норвешкој након победе на националном избору за Евровизију. Са песмом Haba Haba, представљала је Норвешку на Песми Евровизије 2011. у Диселдорфу, Немачка.